# Lenda da Lagoa do Ginjal

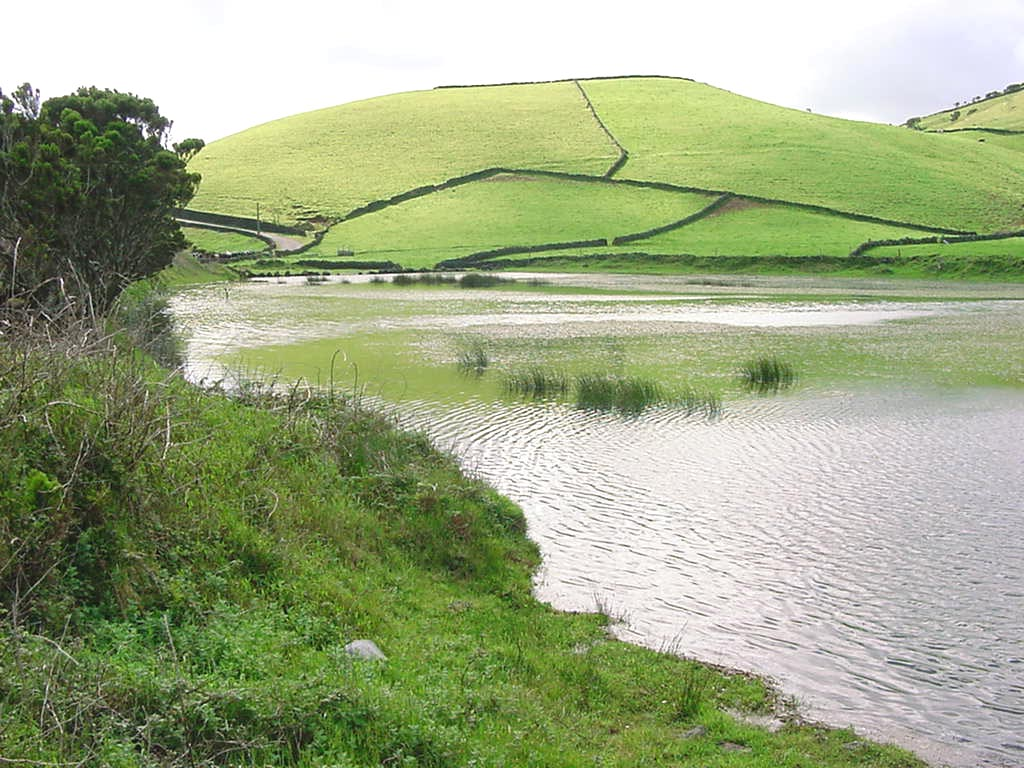
Lagoa do Ginjal.

A Lenda da Lagoa do Ginjal é uma tradição da ilha Terceira, nos Açores. Tem como cenário a Lagoa do Ginjal no interior da ilha, e como personagem Pérola Rego, uma menina terceirense, herdeira de imensa fortuna no século XV.

## Lenda
Naquela época, na freguesia dos Altares, vivia Pérola Rego, menina muito rica, herdeira de imensa fortuna. Descendente das famílias Rego e Baldaya pela linha paterna, e da família Pamplona pela linha feminina. Pérola Rego era bela, com cabelos louros escuros, brilhantes e fartos. Os seus olhos eram castanhos da cor do cetim. A sua pele rosada, era muito fina.
Estes atributos, aliados a uma grande candura e bondade de espírito e coração levaram a que um elevado número de rapazes se enamorassem dela. Uma bela manhã ensolarada, Pérola desceu o eirado do solar de seu pai e foi ver a sua imagem reflectida nas águas da cisterna da casa.
Uma fada que vivia nas imediações queria defender Pérola dos pretendentes, visto que estes não a amavam e apenas queriam o seu dinheiro. Escondida dentro da cisterna à espera da rapariga, fez um encanto e tomou poder sobre a imagem da menina que se reflectia nas águas paradas da cisterna. Depois começou a engendrar uma forma de a surpreender durante o sono e levá-la para um local seguro no seu castelo encantado, longe do olhar dos homens.
O palácio encontrava-se no interior da ilha, perto do Pico do Vime; tinha lindos jardins e magníficos bosques de árvores típicas das florestas exóticas da Macaronésia. Tinha lindos Azevinhos, Sanguinhos, altos Cedros, belas árvores de Pau-Branco e gigantescos e antiquíssimos Dragoeiros. Era rodeado pelos dourados campos de trigo que se enfeitavam de vermelhas papoilas. No centro destes campos encontrava-se o grandioso castelo feito de brancas pedras de mármore, brilhante marfim, prata e ouro.
À meia-noite do dia de São João, quando as estrelas brilham com suavidade e a lua é rainha nos céus, a bela Pérola foi levada durante o sono envolta nas asas brancas da fada. Pela manhã a notícia do seu desaparecimento espalhou-se, deixando os pais em pânico, o solar em alvoroço e os seus enamorados em ansiedade. Em grupo, os pretendentes recorreram a uma velha feiticeira que vivia no cimo de uma serra e lhes revelou a existência do palácio encantado.
Alguns pretendentes quiseram atacar o castelo, deitando abaixo as muralhas pela força das armas. Outros mais cuidadosos consultaram também uma velha benzedeira que morava na freguesia dos Biscoitos. Esta disse que tinham de levar alaúdes e, à maneira dos antigos trovadores, irem cantando versos mágicos e executando marchas de magia que ela lhe ensinaria. Assim veriam ao longe o castelo encantado, visto que uma coisa encantada só se desencanta com outro encanto.
A benzedeira ainda os avisou que iriam encontrar uma inscrição sobre um enorme rochedo: se estivesse gravada a prata, conteria nas suas palavras o modo de atrair Pérola; mas se a tivesse sido gravada a fogo, os seus poderes não tinham força para vencer e nenhum deles merecia o amor da jovem.
Os pretendentes partiram de madrugada, mal o sol raiou. Pelos caminhos iam cantando os versos ensinados pela velha benzedeira dos Biscoitos. Ao fim de muitas horas de caminhada foi ouvido um grito de alegria. Ao longe via-se recortado na paisagem o palácio da fada, lindo, brilhando à luz do sol nascente.
Apressando o passo, percorreram o longo caminho até ao castelo. Desceram encostas, percorreram vales e subiram serras e colinas. Ao chegarem ao local onde devia estar o castelo, este tinha desaparecido na bruma. No seu lugar encontrava-se uma bela, serena e plácida lagoa de águas claras. Numa das margens, uma mensagem gravada a fogo numa pedra dizia: "Aqui, neste espaçoso lago, escondeu-se o palácio da linda Pérola, a donzela de cabelos loiros". Desiludidos, pensaram que Pérola estava perdida para sempre.
Mas a mãe desta, cristã piedosa, logo na manhã em que a fada lhe levara a filha fora-se ajoelhar diante de uma imagem de São Roque e pedir a sua intervenção. No fim de uma das suas muitas preces, ouviu uma voz ao ouvido que lhe segredou: "Vai tranquila, a tua filha está ao anjo da guarda". No dia de São Pedro à hora do por sol, Pérola apareceu no terraço do solar de seu pai, acompanhada por um Arcanjo. Vinham num batel de marfim puxado por um cisne de uma brancura imaculada.
Anos mais tarde apareceu o verdadeiro amor de pérola, um cavaleiro na demanda do Santo Graal, vestido com uma armadura refulgente. Séculos depois de esta lenda ter tido início, ainda existe o lago encantado onde se escondeu o castelo da fada - a Lagoa do Ginjal.